# Mjelniška unija
Mjelniška unija ali Mjelniška listina (poljsko Unia mielnicka, litovsko Melniko aktas) je bil poskus združitve Kraljevine Poljske z Veliko litovsko kneževino leta 1501. Listine ni ratificiral niti litovski niti poljski sejm in je ostala le politični projekt. Obe državi sta bili kljub neuspešni združitvi do Lublinske unije leta 1569 v personalni uniji.

## Določbe
Po smrti poljskega kralja Ivana I. Alberta je postal najprimernejši kandidat za novega kralja njegov brat Aleksander Jagelo, veliki knez Litve. Takšna poteza bi oživila obstoječo poljsko-litovsko personalno  unijo, vendar so Aleksandrove ambicije segale dlje. Mjelniško listino so sestavili poljski in litovski diplomati 3. oktobra 1501 v Piotrkówu, 23. oktobra 1501 pa so jo potrdili Aleksander, ki je že bil izvoljen za poljskega kralja, a še ni bil okronan, in nekaj članov litovskega Sveta gospodov. 30. oktobra se je sedemindvajset litovskih plemičev in bojarjev strinjalo, da bodo spoštovali Mjelniško unijo. Listina je razglasila, da bosta Poljska in Litva združeni v enotno državo z enim vladarjem, enim parlamentom (Veliki sejm), enim denarnim sistemom in eno vojsko.  Ločen in neodvisen položaj velikega kneza Litve je bil odpravljen, naslov pa  prenesen na poljskega kralja. To je pomenilo, da se je Aleksander odpovedal dednim pravicam do prestola Velike litovske kneževine. Takšna deklaracija je bila v ostrem nasprotju s Krakovsko-vilensko unijo iz leta 1499, ki je predvidevala poljsko-litovsko unijo kot zavezništvo dveh enakopravnih partnerjev.

## Ambicije Jagelonov
Mjelnicka listina je odražala spremenjene prednostne naloge Jagelonske dinastije. V Litvi so imeli Jageloni dedne pravice do prestola, na Poljskem pa so jih morali izvoliti plemiči. Pred tem so Jageloni Litvo videli kot svojo trdnjavo, ki jim je zagotavljala oblast na Poljskem, in so zato podpirali neodvisnost Litve od Poljske. Ker pa so bili kralji izobraženi in so večinoma živeli na Poljskem, so se začeli osredotočati na poljske zadeve in so litovske zadeve pogosto obravnavali kot drugotne. Ko so Jageloni postali tudi monarhi Kraljevine Ogrske in Kraljevine Češke, so se začeli zanimati za združitev obeh držav v eno, s čimer bi okrepili svoj položaj za nadaljnjo dinastično širitev v vzhodno in srednjo Evropo. Melniške listine, morda ravno zato, ni podprl Aleksandrov brat Vladislav II., kralj Češke in Ogrske.

## Ratifikacija
Unija je med litovskimi plemiči dobila  le omejeno podporo, predvsem trakajskega kneza Jana Jurjewicza Zabrzezińskega in vilenskega škofa Wojciecha  Taborja. Nekateri Litovci so upali na pomoč Poljske v moskovsko-litovskih vojnah, zlasti po porazu v bitki pri Vedroši. Večina plemičev, vključno z velikim kanclerjem Mikołajem Radziwiłłom, samogitskim škofom Martynasom Lintfarasom in regentom Navahrudaka Albrehtom Goštautasom, je bila proti tovrstni združitvi držav. Sporazum  je zahteval, da ga ratificira litovski Sejm. Vojna Litve z Moskovsko veliko kneževino z Veliko kneževino je ratifikacijo odložila do leta 1505, ko je tudi sam Aleksander pokazal veliko manj zanimanja za njegovo ratifikacijo. Upali so, da bo poljski Sejm  ratificiral Mjelniško listino leta 1505 na svojem zasedanju v Radomu. Ker je litovski Sejm v Brestu zakon zavrnil, v Radom ni poslal svojih delegatov in Mjelniška unija je propadla.